# Просторненська сільська рада
Просто́рненська сільська́ ра́да — адміністративно-територіальна одиниця та орган місцевого самоврядування у Джанкойському районі Автономної Республіки Крим. Адміністративний центр — село Просторне.

## Загальні відомості
- Населення ради: 2 641 особа (станом на 2001 рік)

## Населені пункти
Сільській раді підпорядковані населені пункти:
- с. Просторне
- с. Антонівка
- с. Апрелівка
- с. Бородіно
- с. Нижні Отрожки
- с. Слов'янське
- с. Стефанівка

## Склад ради
Рада складається з 16 депутатів та голови.
- Голова ради: Желанніков Віталій Григорович
- Секретар ради: Старинська Галина Анатоліївна

### Керівний склад попередніх скликань
| Прізвище, ім'я, по батькові   | Основні відомості                                                                      | Дата обрання | Дата звільнення |
| ----------------------------- | -------------------------------------------------------------------------------------- | ------------ | --------------- |
| Желанніков Віталій Григорович | Сільський голова, 1952 року народження, освіта вища, член Комуністичної партії України | 26.03.2006   | 31.10.2010      |
| Желанніков Віталій Григорович | Сільський голова, 1952 року народження, освіта вища, безпартійний                      | 31.10.2010   |                 |

Примітка: таблиця складена за даними сайту Верховної Ради України

### Депутати
За результатами місцевих виборів 2010 року депутатами ради стали:

#### За суб'єктами висування
| Суб'єкт висування | Кількість обраних депутатів | %   |
| ----------------- | --------------------------- | --- |
| Партія регіонів   | 16                          | 100 |

#### За округами
| № округу        | Прізвище, ім'я, по батькові       | Дата визнання обраним | Освіта  | Партійна приналежність | Відомості про обраного депутата                              |
| --------------- | --------------------------------- | --------------------- | ------- | ---------------------- | ------------------------------------------------------------ |
| Партія регіонів |                                   |                       |         |                        |                                                              |
| 1               | Мотренко Віктор Олександрович     | 02.11.2010            | середня | позапартійний          | ДП ТОВ АПК «Бекон», водій                                    |
| 2               | Кириджинва Юлія Михайлівна        | 02.11.2010            | середня | член Партії регіонів   | дитячий садок с. Стефанівка, завідувачка                     |
| 3               | Яценко Любов Василівна            | 02.11.2010            | середня | позапартійна           | будинок культури с. Стефанівка, завідувачка                  |
| 4               | Євсєєва Галина Григорівна         | 02.11.2010            | вища    | член Партії регіонів   | дитячий садок с. Апрелівка, завідувачка                      |
| 5               | Кушимов Віктор Юхимович           | 02.11.2010            | вища    | позапартійний          | ДП ТОВ АПК «Бекон», ветлікар                                 |
| 6               | Желанніков Сергій Борисович       | 02.11.2010            | вища    | позапартійний          | ДП ТОВ АПК «Бекон», головний інженер                         |
| 7               | Гурова Тетяна Анатоліївна         | 02.11.2010            | вища    | позапартійна           | сільська рада, інспектор по соціальних питаннях              |
| 8               | Бурцева Ольга Михайлівна          | 02.11.2010            | середня | позапартійна           | сільська рада, касир                                         |
| 9               | Желанніков Борис Григорович       | 02.11.2010            | вища    | член Партії регіонів   | ДП ТОВ АПК «Бекон», зав.гаражем                              |
| 10              | Курилко Людмила Миколаївна        | 02.11.2010            | середня | член Партії регіонів   | ПП «Желанников Б. Г.», продавець                             |
| 11              | Ісмаилова Олена Олегівна          | 02.11.2010            | середня | член Партії регіонів   | сільська рада, завідувачка клубу                             |
| 12              | Старинська Галина Анатоліївна     | 02.11.2010            | вища    | позапартійна           | сільська рада, секретар                                      |
| 13              | Нестеренко Ганна Михайлівна       | 02.11.2010            | вища    | позапартійна           | Просторненский УВК, заст. директора по дошкільному вихованню |
| 14              | Луньов Олександр Єгорович         | 02.11.2010            | середня | позапартійний          | Просторненський УВК, кочегар                                 |
| 15              | Маниленко Володимир Олександрович | 02.11.2010            | вища    | позапартійний          | сільська рада, заст. сільського голови                       |
| 16              | Чернюк Анатолій Васильович        | 02.11.2010            | вища    | член Партії регіонів   | ДП ТОВ АПК «Бекон», гідротехнік                              |